# Anh Sơn Đông
Anh Sơn Đông là một xã thuộc tỉnh Nghệ An, Việt Nam. Xã được hình thành trên cơ sở sáp nhập các xã Lạng Sơn, Tào Sơn và Vĩnh Sơn của huyện Anh Sơn trong đợt Sáp nhập tỉnh thành Việt Nam 2025.

## Địa lý
Xã Anh Sơn Đông có vị trí địa lý:
- Phía Đông giáp xã Đô Lương;
- Phía Nam giáp xã Anh Sơn và xã Yên Xuân;
- Phía Tây giáp xã Anh Sơn;
- Phía Bắc giáp xã Nghĩa Hành.

Xã Anh Sơn Đông có diện tích tự nhiên 65,85 km².

## Hành chính và tên gọi
Xã Anh Sơn Đông được thành lập theo Nghị quyết số 1678/NQ-UBTVQH15 của Ủy ban Thường vụ Quốc hội Việt Nam, ban hành ngày 16 tháng 6 năm 2025. Theo đó, sắp xếp toàn bộ diện tích tự nhiên, quy mô dân số của các xã Lạng Sơn, Tào Sơn và Vĩnh Sơn thuộc huyện Anh Sơn trước đây thành một xã mới có tên gọi là xã Anh Sơn Đông.
Trước đó, theo Đề án sắp xếp đơn vị hành chính cấp xã tỉnh Nghệ An, xã này là xã Anh Sơn 4.
Sau sắp xếp xã có diện tích tự nhiên: 65,85 km², quy mô dân số: 16.214 người.